# Josef Kopečný
Josef Kopečný (* 10. března 1943) je český učitel a bývalý fotbalový brankář. Žije v Andělské Hoře.

## Hráčská kariéra
V československé lize odchytal za Dynamo Praha (dobový název Slavie) šest celých utkání na jaře 1961. Do Dynama Praha přišel z Dynama Karlovy Vary a tamtéž se poté vrátil.

### Prvoligová bilance
| Ročník          | Zápasy | Góly | Minuty | Nuly | Klub         |
| --------------- | ------ | ---- | ------ | ---- | ------------ |
| I. liga 1960/61 | 6      | 0    | 540    | 0    | Dynamo Praha |
| CELKEM I. LIGA  | 6      | 0    | 540    | 0    |              |